# Józef Reichan

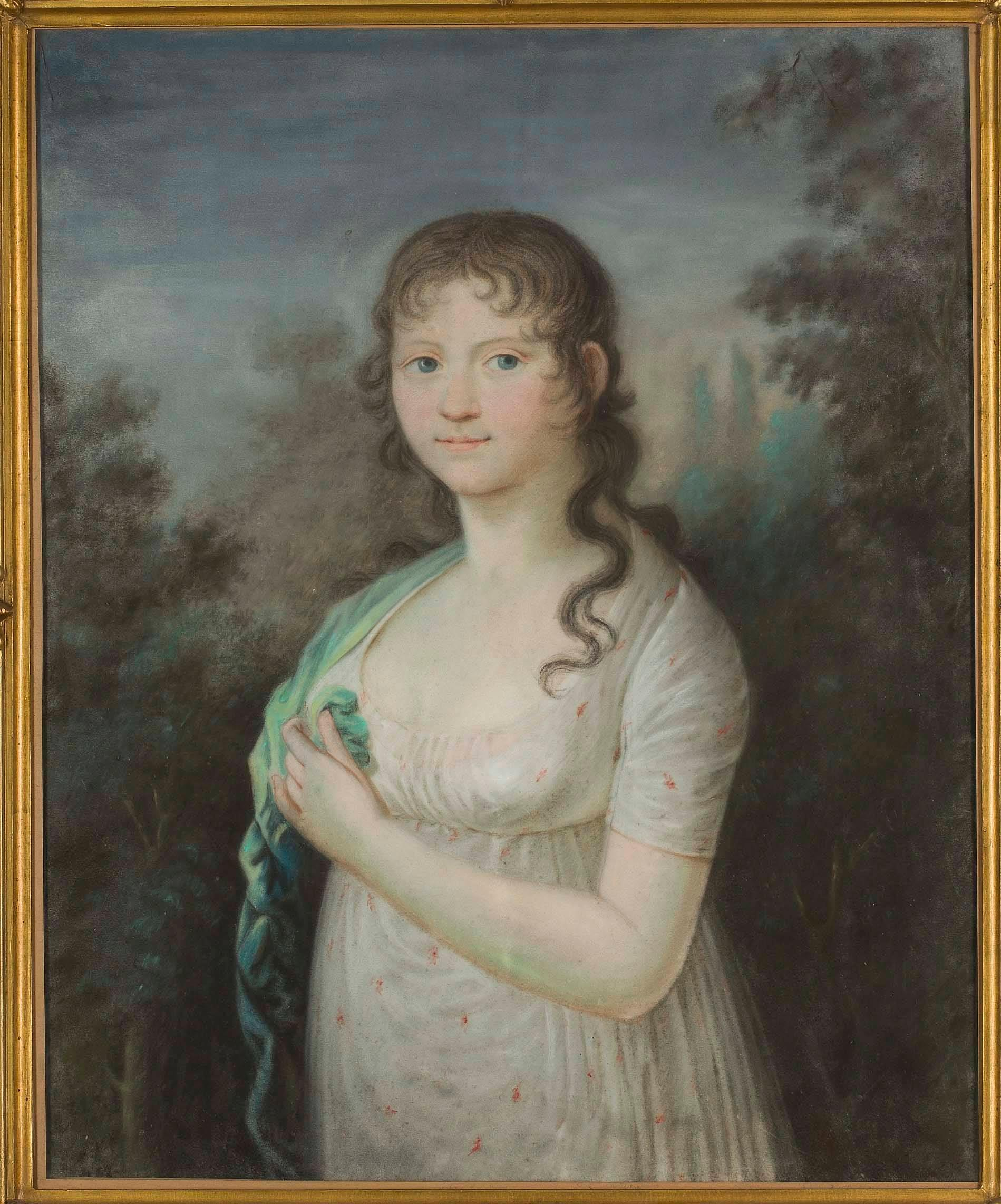
Portret Ludwiki z Łosiów Kownackiej, 1805, Muzeum Narodowe w Warszawie

Józef Reichan, również Rejchan (ur. 1762 w Zamościu, zm. 20 maja 1818 we Lwowie) – polski malarz, głównie portrecista, tworzył również obrazy o tematyce religijnej i rodzajowej. Ojciec malarza Alojzego Reichana.

## Życiorys
Techniki malarskiej uczył się od swego ojca Macieja, oraz od Marcelego Bacciarellego; prawdopodobnie studiował również w Warszawie na Zamku Królewskim w tzw. "malarni". W 1794 podczas powstania kościuszkowskiego pełnił służbę w artylerii, m.in. czynnie uczestniczył w obronie Warszawy. Przebywał później w puławskiej posiadłości Czartoryskich, gdzie przechodził rekonwalescencję po ciężkich ranach odniesionych podczas powstania. W 1798 zamieszkał na stałe we Lwowie, gdzie zmarł. Pochowany został na Cmentarzu Łyczakowskim.
Jedno z jego znanych dzieł to portret Wojciecha Bogusławskiego z 1798 roku.